# Skansen w Białowieży

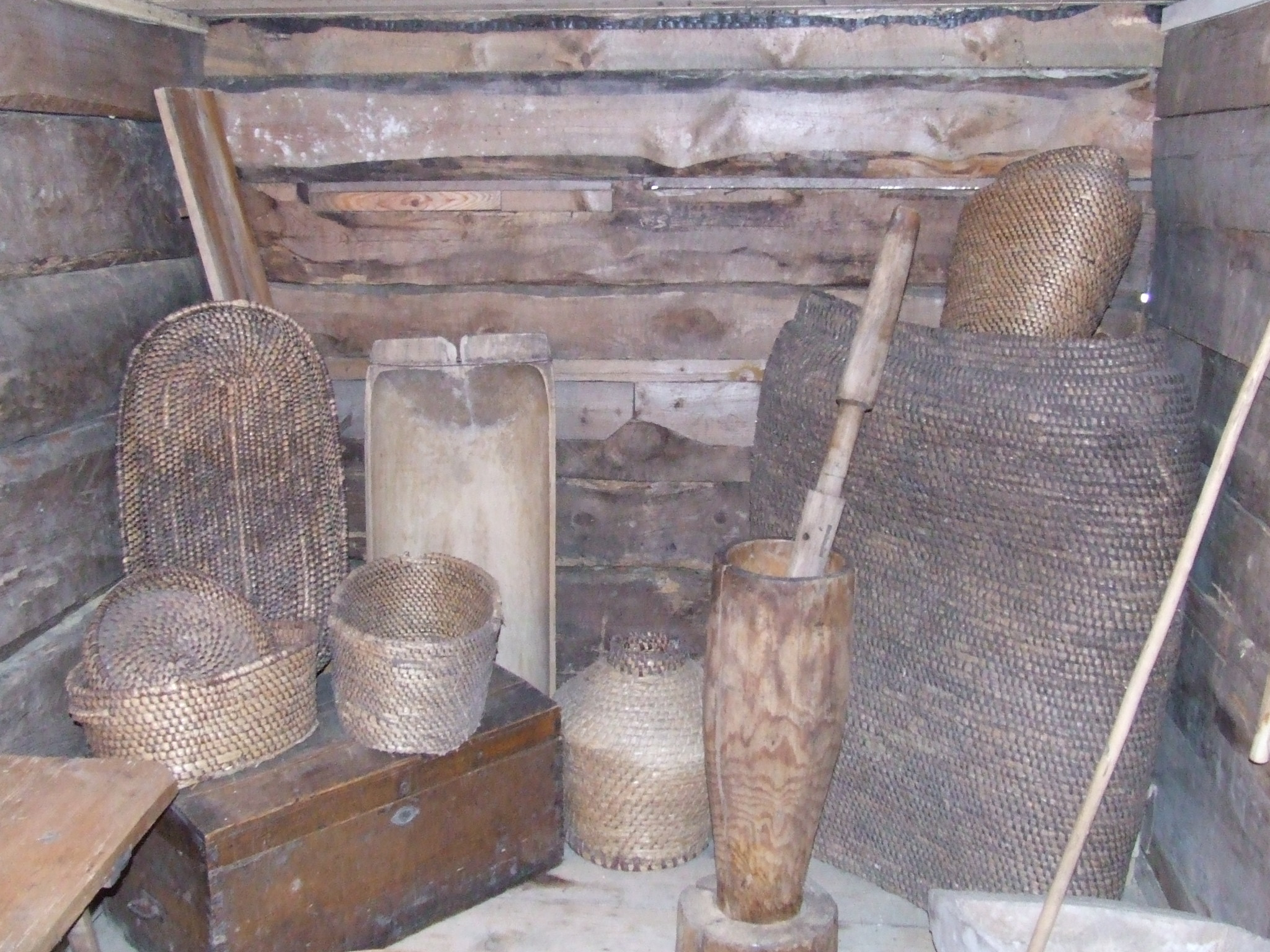
W dawnym gospodarstwie domowym

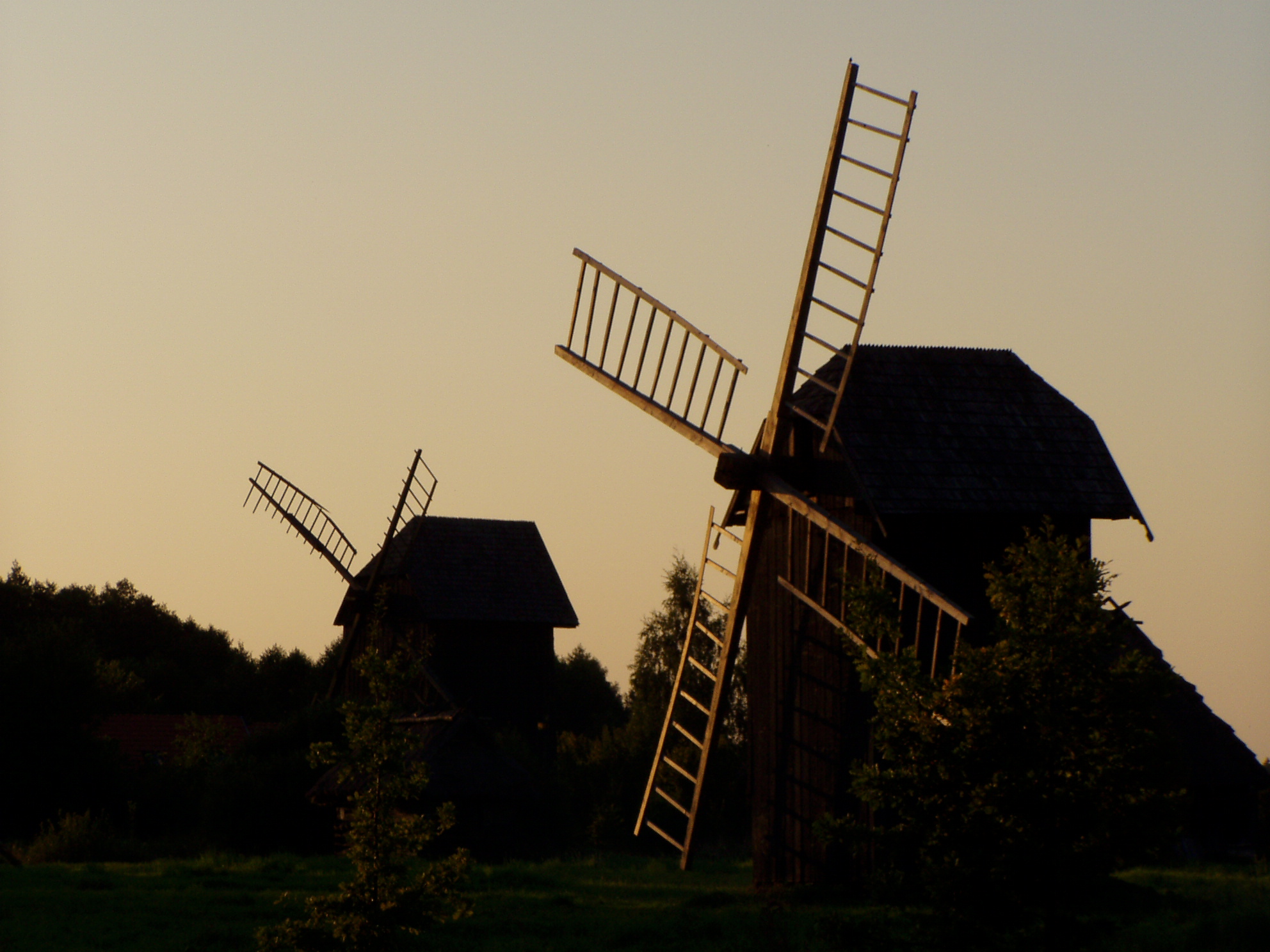
Wiatraki o zachodzie słońca

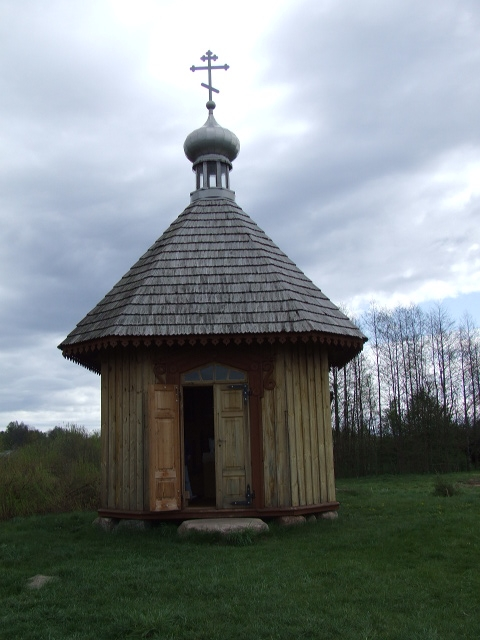
Kaplica pod wezwaniem św. Aleksandra Newskiego

Skansen w Białowieży – zespół budownictwa drewnianego ludności ruskiej Podlasia, to prywatny skansen położony w Białowieży, na terenie dawnej wsi Kropiwnik, zniszczonej przez hitlerowców podczas II wojny światowej.

## Opis
Początek rozwojowi skansenu dał wiatrak-koźlak, sprowadzony do Białowieży w 1978. Przewieziono go ze wsi Kotły koło Bielska Podlaskiego, jeszcze wcześniej stał we wsi Kuraszewo. Pochodził z 1925.
W 1983 grupa studentów białostockich, współwłaścicieli wiatraka, dokonała zakupu gruntów (ponad 4 hektary) pod przyszły skansen.
Z czasem zaczęły przybywać następne obiekty, pierwszym był drewniany płot pleciony z tzw. balasów (1983–84). Płot, wzorowany na starych ogrodzeniach, miał przeplatane pomiędzy trzema żerdziami świerkowe gałęzie.
W wiatraku na pierwszym poziomie stanęły drewniane prycze (do dziś istniejące), a dla grupy zapaleńców przyjazdy do Białowieży, składanie drewnianych obiektów ściąganych z okolicy stało się sposobem na spędzanie wolnego czasu. W 2004 postanowiono udostępniać skansen turystom. Ze względu na prywatny charakter obiektu i wolontariacki charakter jego prowadzenia, jest on czynny w wakacje i tzw. długie weekendy. Obecnie drugie pokolenie, synowie właścicieli, również studenci białostockich uczelni, pomagają opiekować się skansenem.
Skansen w obecnej postaci to zasługa przede wszystkim prof. Anatola Odzijewicza, który od samego początku inicjował, organizował i kierował pracami przy rekonstrukcji kolejnych obiektów. Razem z nim największy trud budowy ponieśli: Jan Chwaszczewski, Jerzy Monachowicz, Wieczysław Waszkiewicz, Michał Bajko, Jerzy Misiejuk, Mikołaj Aleksiejuk, Bogdan Leszczyński i inni. Skansen budowany jest przez współwłaścicieli za ich własne środki.

## Zabytki
Chata ze wsi Biała – kryta słomą, powstała w 1897. Została przewieziona i zrekonstruowana w 1984. Podobnie jak i pozostałe budynki w skansenie, znajduje się w zagrodzie wydłużonej typu bielsko-hajnowskiego. Chaty tego typu były ustawione na wąskich posesjach szczytem zwróconym w stronę drogi i od tej strony umiejscowiona była część mieszkalna. Pod tym samym dachem dobudowywano kolejno: stajnię, oborę i inne pomieszczenia inwentarskie. We wszystkich chatach na balach centralnej izby zachowane są w języku staro – cerkiewno – słowiańskim napisy z imionami czterech Ewangelistów, po jednym na każdej ze ścian, zaś na głównej ścianie izby, naprzeciw drzwi wejściowych, na belkach wyryta jest data wyświęcenia; w chacie z Białej: „Ceй дом освящен 1901 года 7 октября”.
Wiatrak koźlak kryty gontem – pochodzi z lat 30. XX wieku. Niegdyś stał w Orli, przewieziony do Białowieży został w 1985. Wewnątrz można oglądać kompletny mechanizm służący do mielenia zboża, który po remoncie przewidywany jest do uruchomienia.
Majsternia – kryty słomą warsztat datowany jest na lata 20. XX wieku. Służył kiedyś majstrowi ze wsi Widowo, przewieziony został w 1986. Wewnątrz zgromadzono oryginalną kolekcję kilkudziesięciu ręcznych strugów i frezów do drewna.
Stodołę / kłunię ze wsi Koszele koło Orli, krytą słomą, wybudowano w latach 40. XX wieku. Została zrekonstruowana w 1986. Pośrodku stodoły znajduje się gliniane klepisko.
Bania (sauna) – zrekonstruowana w 1987, kryta gontem. Pierwotnie posiadała oryginalny piec z łukowym sklepieniem, na którym grzano kamienie.
Krzyż upamiętnia 1000-lecie Chrztu Rusi Kijowskiej. Drewniany, ośmioramienny, jest charakterystyczny dla krzyży regionu, ustawianych na cmentarzach, krzyży przydrożnych i wotywnych. Stanął na terenie skansenu w 1988.
Chata ze wsi Klejniki – pochodzi z roku 1893, rok rekonstrukcji – 1988. Kryta gontem, w części mieszkalnej w pierwotnym kształcie zachowane są trzy pomieszczenia: „chata”, sień i komora. W centralnej izbie odtworzono piec oparty na drewnianym zrębie. Na głównej ścianie zachowała się w formie napisu w języku staro – cerkiewno – słowiańskim data wyświęcenia: 17 lipca 1895 roku.
Chata ze wsi Czyżyki – pobudowana w 1885, złożona na nowo w 1996, kryta gontem. Jest to najstarsza i największa chałupa na terenie skansenu. Od strony frontowej posiada dwie komory. Tradycyjnie do sieni prowadzą drzwi z obu stron budynku. W centralnej izbie na bazie oryginalnego zrębu wieńcowego zrekonstruowano gliniany piec z komorą chlebową, w której oprócz wypieku chleba przygotowywano wszystkie gorące posiłki. Strych zaadaptowano na cztery pokoiki mieszkalne.
Kaplica prawosławna pod wezwaniem św. Aleksandra Newskiego – budowę, zakończoną dwa lata później, rozpoczęto w 1996. Kapliczkę, w kształcie ośmioboku, wykonano z drewna na wzór XIX-wiecznej kapliczki św. Jerzego Zwycięzcy usytuowanej nad źródłem we wsi Nowoberezowo koło Hajnówki. Rokrocznie, 12 września odprawiane są w niej nabożeństwa na cześć patrona kaplicy.
Decyzją Wojewódzkiego Konserwatora Zabytków w Białymstoku z dnia 30 grudnia 1992 obiekt został wpisany do rejestru zabytków pod numerem 765. Ochroną konserwatorską objęte zostały: dwa wiatraki, dwie chałupy, majsternia i stodoła wraz z gruntami, na których usytuowane są te obiekty.

## Dane
- Stowarzyszenie Skansen w Białowieży
- ul. Zastawa 66B, 17-230 Białowieża